# Закони України (збірник)
«Закони України» — багатотомний систематизований збірник законів України. Офіційним видавцем збірника є Верховна Рада України.
Збірник започатковано на виконання постанови президії Верховної Ради України «Про видання законів і постанов Верховної Ради України» у 1994 році. Підготовку його і видання доручено Інституту законодавства ВР України за участю Секретаріату та управління справами ВР України. У збірнику вміщуються закони, постанови, та інші нормативні акти Верховної ради України (Української РСР) за період від 1990 року.

## Джерело
- Юридична енциклопедія